# Nyctiophylax brenguesi
Nyctiophylax brenguesi is een schietmot uit de familie Polycentropodidae. De soort komt voor in het Afrotropisch gebied.